# ホアン・アトキンス
ホアン・アトキンス（Juan Atkins、1962年9月12日 - ）は、アメリカのテクノミュージシャン、DJである。

## 概要

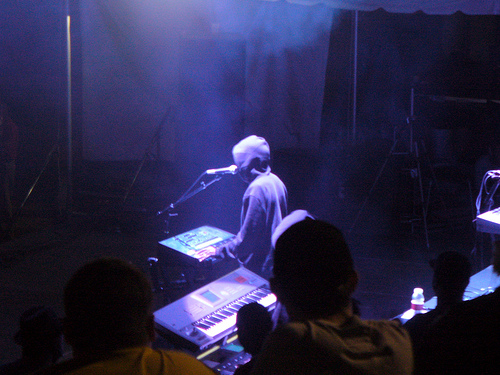
Model 500名義でパフォーマンスするアトキンス（2007年）

テクノ・シーンにおけるキーマンの一人とされ、「テクノのゴッドファーザー」とも呼ばれデトロイト・テクノの創始者。デリック・メイ、ケヴィン・サンダーソンらにDJテクニックを教えクラブ・テクノの基礎を作った。高校時代に弟のアラン・アトキンスを通じてデリック・メイと出会い、ほどなく親友となる。ホアンはデリック・メイに対して多大な音楽的影響を与え、デリック・メイは「デトロイト・テクノとはホアン・アトキンスのことである」とも語っている。
音楽活動の開始は1981年。リチャード・デイヴィスと共にCybotron名義でシングル「Alleys of Your Mind」をリリースした。これはデトロイト・テクノの最初のレコードとみなされている。Cybotronは1983年に活動を終了する。
1985年には自身のレーベルであるメトロプレックスを設立し、またモデル500名義でのソロ活動を開始。「No UFO's」など数々の作品をリリースすると共にR&Sレコーズ、トレゾアなどヨーロッパのレーベルからもリリースを開始する。
活動の中心はモデル500名義だが、Infiniti名義、Model 600名義、本名名義の作品もリリースしている。

## ディスコグラフィ

### スタジオ・アルバム
- 3MB Featuring Magic Juan Atkins (1992年) ※3MB Featuring Magic Juan Atkins名義 with トーマス・フェルマン、モーリッツ・フォン・オズワルド
- 『ディープ・スペース』 - Deep Space (1995年) ※モデル500名義
- Skynet (1998年) ※Infiniti名義
- 『マインド&ボディ』 - Mind and Body (1999年) ※モデル500名義
- The Berlin Sessions (2005年)
- 『ボーダーランド』 - Borderland (2013年) ※ボーダーランド名義 with モーリッツ・フォン・オズワルド
- Digital Solutions (2015年) ※モデル500名義
- Transport (2016年) ※ボーダーランド名義 with モーリッツ・フォン・オズワルド
- Mind Merge LP (2017年) ※Frequency vs Atkins名義 with オーランド・ヴォーン

### コンピレーション・アルバム
- 『クラシックス』 - Classics (1993年) ※モデル500名義
- The Infiniti Collection (1996年) ※Infiniti名義
- Wax Trax! MasterMix Volume 1 (1998年)
- 『20 Years Metroplex 1985-2005』 - 20 Years 1985 - 2005 (2005年)

### EP
- The True Techno EP (1992年) ※モデル500名義
- The Future Sound EP (1993年)

### シングル
- "No UFO's" (1985年) ※モデル500名義
- "Night Drive" (1985年) ※モデル500名義
- "Testing 1-2" (1986年) ※モデル500名義
- "Play It Cool" (1986年) ※モデル500名義
- "Technicolor" (1986年) ※Channel One名義 with ダグ・クレイグ
- "It's Channel One" (1987年) ※Channel One名義 with ダグ・クレイグ
- "Sound of Stereo" (1987年) ※モデル500名義
- "Make Some Noise" (1987年) ※モデル500名義
- "Beat Track" (1987年)
- "Interference" (1988年) ※モデル500名義
- "The Chase" (1989年) ※モデル500名義
- "Ocean to Ocean" (1990年) ※モデル500名義
- "Jazz Is the Teacher" (1993年) ※M500 & 3MB名義 with トーマス・フェルマン、モーリッツ・フォン・オズワルド
- "I See the Light" (1993年) ※モデル500名義
- "Sonic Sunset" (1994年) ※モデル500名義
- "The Flow" (1995年) ※モデル500名義
- "Starlight" (1995年) ※モデル500名義
- "I Wanna Be There" (1996年) ※モデル500名義
- "Be Brave" (1998年) ※モデル500名義
- "Update" (2002年) ※Model 600名義
- "Outer Space" (2004年) ※モデル500名義
- "OFI" / "Huesca" (2010年) ※モデル500名義
- "Control" (2012年) ※モデル500名義
- "Riod" (2016年) ※ボーダーランド名義 with モーリッツ・フォン・オズワルド